# Onaje Allan Gumbs
Onaje Allan Gumbs (New York, 3 september 1949 - Yonkers, 6 april 2020) was een Amerikaanse jazztoetsenist en arrangeur.

## Biografie
Gumbs studeerde als op 7-jarige leeftijd piano en kreeg een klassieke muziekopleiding aan de Music and Art High School, waar hij ook trombone speelde in de highschoolband. Hij studeerde aan de State University of New York in Fredonia en aan de Indiana University bij David Baker. Zijn eerste professionele verbintenis had hij bij het Andrew Langston Latin Jazz Quintet. In 1971 prees zijn mentor Leroy Kirkland hem aan bij de gitarist Kenny Burrell. In 1973 voerde hij concerten op met Black Music met de Buffalo Philharmonic. In 1974 voerde de New York Jazz Repertory Company in een concert ter ere van Miles Davis in de Carnegie Hall Gumbs arrangement van het nummer Stella by Starlight op. In hetzelfde jaar werkte hij mee aan Woody Shaws album Moontrane. Later werkte hij met Nat Adderley en zijn kwintet. Zo werd de producent van SteepleChase Records op hem opmerkzaam en nodigde deze hem uit om het soloalbum Onaje in te spelen.
In 1976 verzorgde Gumbs het arrangement voor het nummer Betcha By Golly Wow voor de zangeres Phyllis Hyman, dat haar herkenningsmelodie zou worden. In 1978 won de band van Woody Shaw, waartoe ook Gumbs behoorde, de lezersprijs van DownBeat als beste jazzband en voor het beste jazzalbum van het jaar. In 1985 werkte hij mee aan Stanley Jordans album Magic Touch. In 1988 verscheen zijn album That Special Part Of Me en in 1991 volgde Dare to Dream. In hetzelfde jaar werkte hij ook mee aan het album Dream Fullfilled van Will Downing. In 2006 ontstond de cd Sack Full Of Dreams met George Gray, Marcus McLaurine, Gary Fritz, Mark Shim, Bob DeVos en Obba Babatundé.
Bovendien werkte Gumbs samen met talrijke andere jazz-, rhythm-and-blues- en popmuzikanten als Norman Connors (1973/74), Angela Bofill, Betty Carter, Dakota Staton, Jean Carn, Cassandra Wilson, Marlena Shaw, Sadao Watanabe, Stanley Jordan, Mario Escalera, Vanessa Rubin, Jeffrey Osborne, Eddie Murphy, Rebbie Jackson en Gerald Albright. Eind jaren 1990 was hij lid van de band van Talib Kibwe, aan wiens album Another Blue (1998) hij meewerkte als toetsenist. Bovendien speelde hij weer met Ronald Shannon Jackson in een trio (Puttin' On Dog). In 2000 speelde hij met de gitarist Kenny Burrell op diens album Lucky So and So bij Concord Records en in 2001 begeleidde hij de zangeres Carmen Lundy (This is Carmen Lundy).

## Overlijden
Onaje Allan Gumbs overleed in april 2020 op 70-jarige leeftijd.

## Onderscheidingen
In 1986 werd hij voor zijn verdiensten voor de bevordering van een muziekbeweging voor de vrede onderscheiden met de Min-On Art Award.

## Discografie
- 1988: That Special Part Of Me
- 1991: Dare to Dream
- 1995: Onaje
- 2003: Return To Form
- 2005: Remember Their Innocence
- 2006: Sack Full Of Dreams
- 2014: Bloodlife: Solo Piano Inspirations Based on the Melodies of Ronald Shannon Jackson

- Bibliothèque nationale de France: cb138948318 (data)
- Gemeinsame Normdatei: 134611047
- International Standard Name Identifier: 0000 0000 8189 1044
- Library of Congress Control Number: n78029259
- MusicBrainz: 67e01698-0843-4b46-adce-79b3328e8828
- Système universitaire de documentation: 156625369
- Virtual International Authority File: 120082766
- WorldCat: E39PBJt8k6GKHyPWrJ9PxhqWjC